# Lilla ofreden
Lilla ofreden (finska pikkuviha) var den ryska ockupationen av Finland 1742–1743 under hattarnas ryska krig. 
Lilla ofreden kallas den tid som följde efter kapitulationen i Helsingfors, den 24 augusti 1742 fram till freden i Åbo den 7 augusti 1743. Förvaltningen av Finland leddes av Balthasar von Campenhausen som rysk generalguvernör. Finland behandlades mildare än under "Stora ofreden", men våld och utpressning förekom, särskilt i sydvästra Finlands skärgårdssocknar.

## Bakgrund
Hattarna hade förklarat krig mot Ryssland år 1741 för att stödja en statskupp i huvudstaden S:t Petersburg. Men de svenska trupperna led nederlag vid Villmanstrand den 24 augusti 1741. Den svenske överbefälhavaren Charles Emil Lewenhaupt gick med på vapenvila under vintern. Svenska officerare inledde förhandlingar med prinsessan Elisabet. Prinsessan startade en statskupp den 6 december 1741 och utropades till kejsarinna. Men hon var inte beredd att avträda landområden till Sverige. Istället utfärdade hon ett manifest till Finlands folk och uppmanade dem att upprätta en egen stat under ryskt beskydd.
Sverige kapitulerade i Helsingfors 24 augusti 1742 och Ryssland ockuperade Finland till freden i Åbo 8 augusti 1743.

## Rysk ockupation
Hela Finland ockuperades.  Ryssland strävade särskilt efter att få fäste vid Östersjön för att nå ut på de stora haven.

### Nyland
Esbo socken när  Helsingfors led under den lilla ofreden. Svenska och ryska trupper marscherade genom socknen och begärde mat och husrum för soldaterna och tvingade unga män till krigstjänst.

### Åland
Under år 1742 seglade den ryska flottan in i den åländska skärgården och befolkningen flydde till Sverige. I mars året därpå återerövrades Åland genom general Marcks von Würtemberg och den svenska skärgårdsflottan.

## Freden i Åbo
Den 17 augusti 1743 slöts freden i Åbo mellan Sverige och Ryssland och dess regent kejsarinnan Elisabet. Sverige förlorade en del av Kymmenegårds län och gränsflod blev den västra delen av Kymmene älv.